# XGIMI
XGIMI（エクスジミー）は、2013年に設立された、アメリカ、ヨーロッパ、日本を含む100以上の国と地域で展開しているグローバルスマートプロジェクタブランド。

## 製品
ホームプロジェクタとポータブルプロジェクタを提供している。
ホームプロジェクタはAURA、HORION Ultra、HORIZON Pro、Elfinなどがある。 
ポータブルプロジェクタはHalo+、MoGo 2 Pro、MoGo 2などがある。 
公式サイトや各種オンラインサイト、家電量販店、インテリアショップなどで販売。